# Kreuz von San Damiano

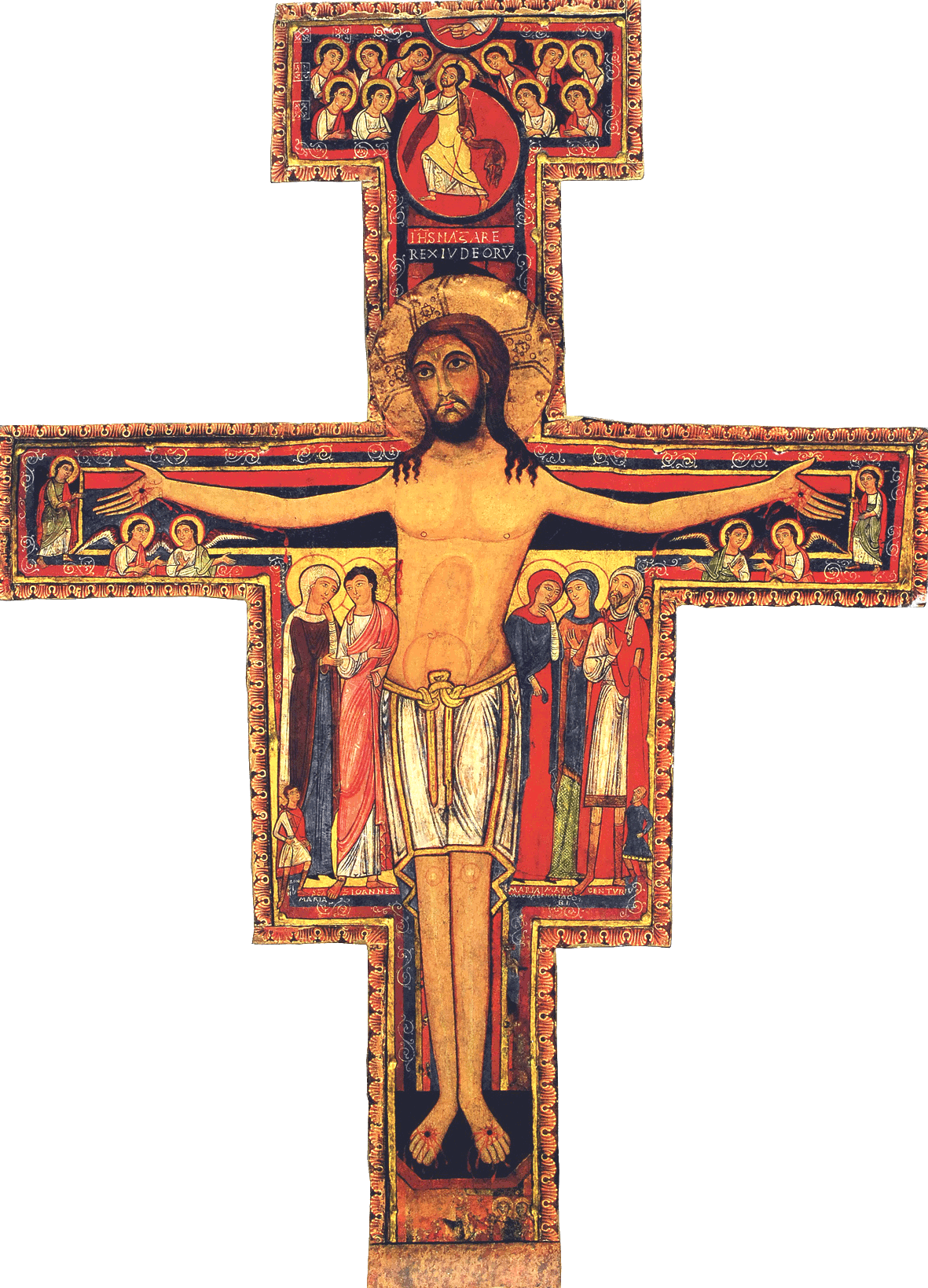
Franziskuskreuz von San Damiano

Das Kreuz von San Damiano oder Franziskuskreuz ist ein Tafelkreuz bzw. eine Kreuz-Ikone, vor dem der heilige Franz von Assisi den Auftrag vernahm, die Kirche von San Damiano wiederherzustellen. Es hängt heute in der Basilica di Santa Chiara in Assisi.

## Überlieferung

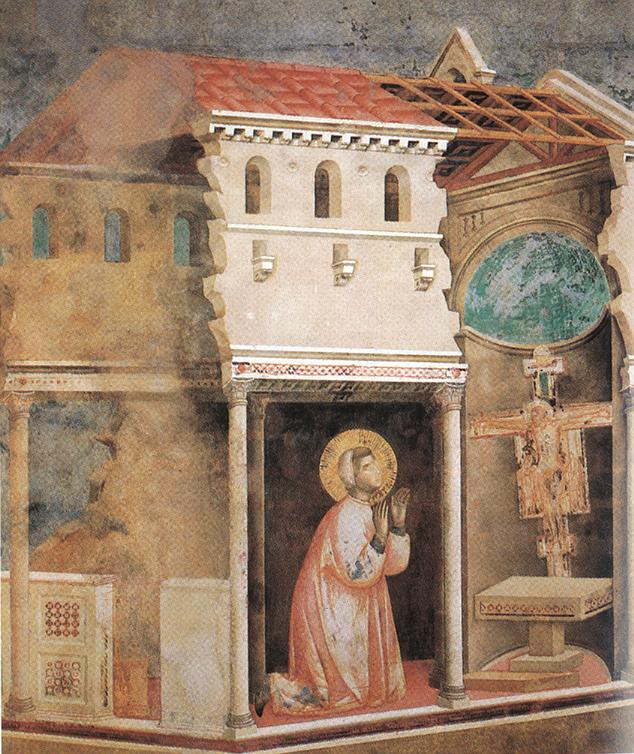
Christus spricht zu Franziskus (Giotto)

Beim Gebet in San Damiano, etwa im Jahr 1205, sprach der Überlieferung zufolge Christi Stimme vom Kreuz in San Damiano zu Franziskus:
Franziskus, geh und baue mein Haus wieder auf, das, wie du siehst, ganz und gar in Verfall gerät.
Auf diese Vision hin erbettelte er Baumaterial und begann nach Aussage seiner Biographen mit der eigenhändigen Wiederherstellung der kleinen romanischen Kirche.

## Beschreibung
Das zirka zwei Meter hohe Holzkreuz wurde von einem unbekannten italienischen Meister des 11./12. Jahrhunderts im byzantinischen Stil gemalt.
Es gibt dreiunddreißig Figuren in der Kreuz-Ikone: zwei Christus-Figuren, eine Hand des Vaters, fünf Hauptfiguren, zwei kleinere Figuren, vierzehn Engel, zwei Unbekannte an seinen Händen, einen kleinen Jungen, sechs Unbekannte an der Unterseite des Kreuzes und einen Hahn. Es gibt dreiunddreißig Nagelköpfe entlang des Rahmens in den Muschelschalen und sieben um den Heiligenschein.
Am Fuße des Kreuzes sind die sechs Patrone Umbriens (Johannes, Michael, Rufinus, Johannes, Petrus, Paulus) abgebildet, die Jesus nachschauen, der zum Himmel emporgehoben wird. Neben Jesus unter dem Kreuze stehen Maria und Johannes. Auf der anderen Seite stehen Maria Magdalena, Maria Kleophae (Mutter des Jakobus) und der römische Hauptmann von Kafarnaum (Centurio), dessen Diener bzw. Sohn (auf der linken Schulter des Hauptmanns dargestellt) von Jesus geheilt wurde (vgl. Mt 8,5–13 , Joh 4,46–54 ), woraufhin sich seine ganze Familie (mit drei Köpfen hinter ihm angedeutet) zum Glauben bekannte. Die Namen der fünf Hauptzeugen der Kreuzigung sind unter ihre Bilder geschrieben.
In der christlichen Ikonographie bildet Longinus zusammen mit dem Schwammträger Stephaton häufig ein Paar zu beiden Seiten des Kreuzes. So ist die kleine Figur links der Lanzenträger Longinus und die kleine Figur rechts (ohne Inschrift) ist Stephaton, der Christus mit dem Essigschwamm gelabt hat. Ein Hahn nahe am linken Bein Jesu ruft zur Wachsamkeit und erinnert an die Verleugnung durch Petrus.
Der Querbalken symbolisiert das leere Grab Jesu. Unter den Armen des Gekreuzigten sind jeweils zwei Engel sichtbar, die sich am leeren Grab im Gespräch einander zuwenden und mit ihren Händen auf Jesus weisen. Links und rechts außen an Jesu Händen sieht man die zwei Frauen (Engel), die am Ostermorgen zum Grab gehen und nur das leere Grab finden. Die Engel verweisen auf den Auferstandenen.
Ein Medaillon im oberen Teil der Ikone zeigt Jesus mit einem goldenen Kreuz in der Hand von Engeln umgeben bei seiner Himmelfahrt. Im Halbmedaillon am oberen Rand der Ikone erscheint die rechte segnende Hand Gottes.
Über dem Haupt Jesu steht „IHS NAZARE REX IUDEORUM“ (Jesus von Nazareth, König der Juden).